# Psychrophrynella bagrecito
Espèce
Synonymes
- Phrynopus bagrecito Lynch, 1986
- Psychrophrynella bagrecitoi (Lynch, 1986)

Statut de conservation UICN

 CR  : 
En danger critique
Psychrophrynella bagrecito est une espèce d'amphibiens de la famille des Craugastoridae.

## Répartition
Cette espèce est endémique de la province de Quispicanchi dans la région de Cuzco au Pérou. Elle se rencontre dans le bassin du río Marcapata de 1 830 à 2 740 m d'altitude sur le versant amazonien de la cordillère Orientale.

## Étymologie
Les mâles mesurent de 13,8 à 16,3 mm et les femelles de 14,4 à 18,6 mm.

## Publication originale
- Lynch, 1986 : New species of minute leptodactylid frogs from the Andes of Ecuador and Peru. Journal of Herpetology, vol. 20, no 3, p. 423-431.